# Notostraca
Die Notostraca, gelegentlich Rückenschaler, oder Urzeit-Krebse genannt, sind eine artenarme Ordnung der Blattfußkrebse. Rezent leben nur zwei Gattungen, Triops und Lepidurus, beide sind Spezialisten in nur kurzzeitig wasserführenden, austrocknenden (genannt: ephemeren) stehenden Gewässern des Süßwassers oder seltener Brackwassers. Funde von fossilen Notostraca zeigen eine seit 360 Millionen Jahren nahezu unveränderte Morphologie der Gruppe, die deshalb zu den „lebenden Fossilien“ gerechnet werden.

## Morphologie
Notostraca sind relativ große Blattfußkrebse, die Länge des Carapax erreicht etwa 15 bis 30 Millimeter. Die Gesamtlänge des Körpers ist kaum sicher anzugeben, da die Segmente des Hinterleibs im Leben gedehnt oder teleskopartig ineinander geschoben werden können, die Länge ist auch innerhalb der Arten je nach Lebensumständen hoch variabel, es werden meist Längen von 30 bis 50, im Maximum 100 Millimeter angegeben. Auch die Färbung der Tiere ist extrem variabel, meist bräunlich, es kommen aber auch rote (durch den Blutfarbstoff Hämoglobin) und grün gefärbte Individuen vor.
Bei Ansicht von oben (dorsal) ist nur ein schildförmiger Kopfabschnitt mit Carapax sichtbar, unter dem nach hinten ein in ringförmige Abschnitte gegliederter Hinterleib (Abdomen) mit einem Endabschnitt (Telson genannt) hervorragt, der in zwei lange Schwanzanhänge (Furca) ausläuft. Der schildförmige Carapax schließt hinten (in der Nackenregion) an den Kopfabschnitt an, er liegt dem Rumpf und Hinterleibsabschnitt ohne Verbindung lose auf. Bei Ansicht von unten ist der Körper klar in Segmente gegliedert. Auch die Zahl der Körpersegmente ist innerhalb der Arten variabel, es kommen Individuen etwa von 26 bis 44 Segmenten (plus dem Telson) vor. Die Anzahl der Abdominalsegmente, die bei Dorsalansicht unter dem Carapax hervorragen, ist verschieden, meist sind 11 bis 14 Segmente vom Carapax bedeckt.

### Kopfabschnitt und Carapax

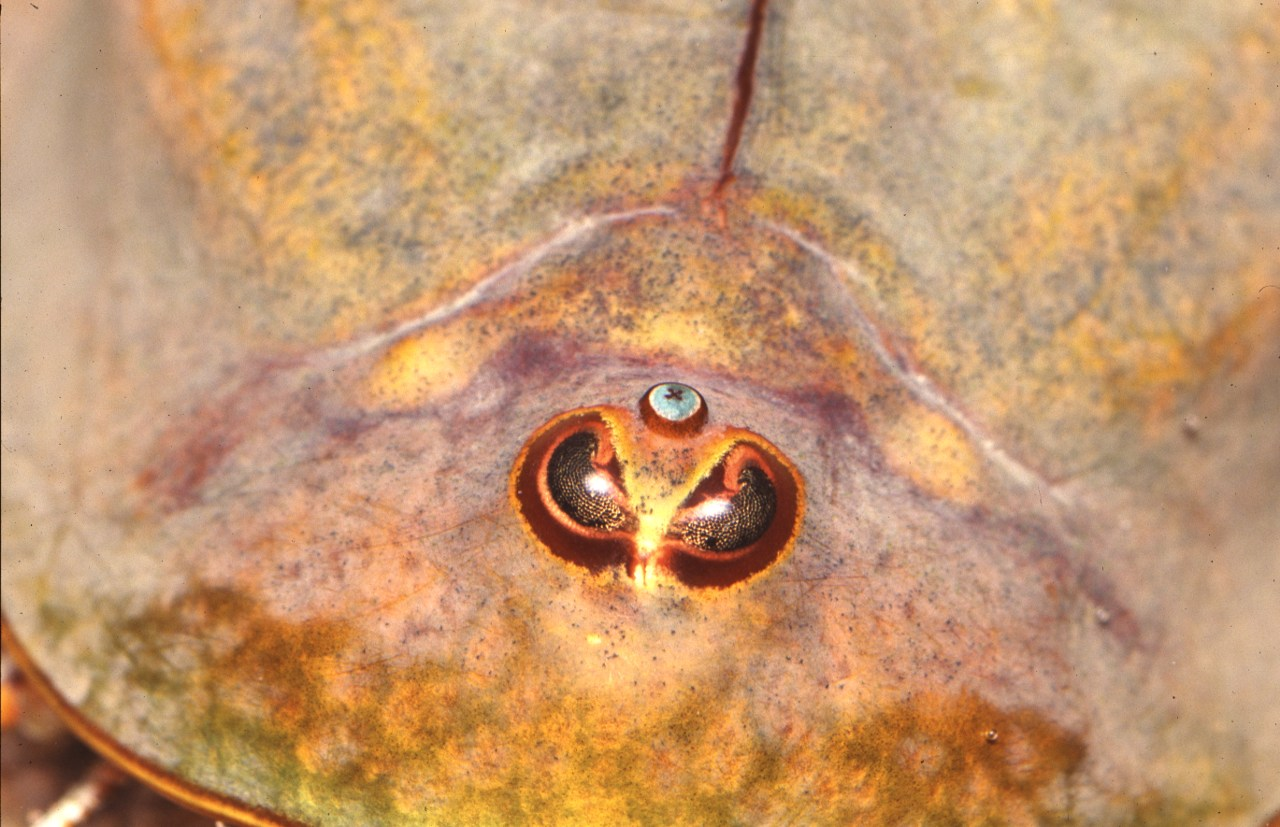
Die Komplexaugen und das Naupliusauge bei Triops

Der Kopfabschnitt besteht, wie bei allen Krebstieren, aus fünf sichtbaren Segmenten mit Körperanhängen (Extremitäten). Bei den Notostraca sind die beiden Antennenpaare der Krebstiere weitgehend reduziert, die ersten Antennen sind eingliedrige, kurz stiftförmige Anhänge, die zweiten Antennen entweder kurze Rudimente oder ganz zurückgebildet. Ihre Funktion wird von verlängerten, Enditen genannten Fortsätzen der ersten Rumpfbeinpaare (Thoracopoden) übernommen. Vorn am Kopf ist eine markante Oberlippe (Labrum) ausgebildet. Die Mandibeln sind ebenfalls groß und markant, sie dienen, als Ausnahme innerhalb der Blattfußkrebse, als Beißwerkzeuge. Ihr Taster (Palpus) ist rückgebildet. Die beiden Maxillenpaare sind vorhanden, aber klein und unauffällig. Die Augen der Notostraca befinden sich auf der Dorsalseite. Es sind zwei, meist nierenförmige, relativ große Komplexaugen vorhanden, die immer nahe beieinander stehen. Zwischen ihnen sitzt das viel kleinere, einzelne (unpaare) Naupliusauge. Nahe bei den Augen befindet sich außerdem eine als Dorsal- oder Nuchalorgan bezeichnete Struktur, ein chemisches Sinnesorgan. Der Kopf mit dem Carapax ist bei Dorsalansicht langgestreckt oval bis fast rund, mit einer Aussparung (Sulcus) am Hinterende, die eine erhöhte Beweglichkeit des Rumpfs ermöglicht. Der schildförmige, in Seitenansicht abgeflachte Carapax trägt auf der Oberseite mittig eine Längsfurche und verschiedene gezähnte Kiele, deren Form und Anordnung der Zähne wichtig für die Artbestimmung ist.

### Rumpfabschnitt und Hinterleib

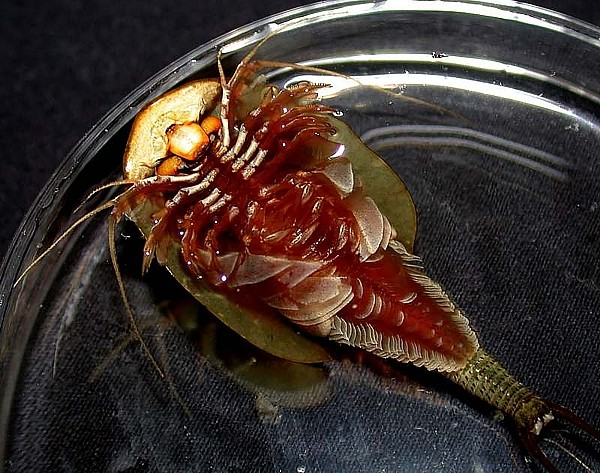
Triops australiensis von der Ventralseite (Bauchseite) gesehen

Der Rumpfabschnitt der Notostraca besteht aus elf Segmenten, die alle Beine tragen. Das letzte Rumpfbeinpaar der Weibchen ist umgebildet zum Tragen der Eisäckchen. Die Rumpfbeine oder Thorakopoden zeigen untereinander gleichen Bau, sind aber in den Proportionen verschieden. Wie typisch für die Blattfußkrebse, sind sie abgeflacht und blattartig. Sie dienen sowohl der Atmung (Respiration) wie auch der schwimmenden Fortbewegung und sind auch an der Nahrungsaufnahme beteiligt. Die als Spaltbeine ausgebildeten Blattbeine sind bei der Gruppe markant umgewandelt, beide Beinabschnitte, Endopodit und Exopodit, sind relativ klein. Jedes Blattbeinpaar besitzt aber fünf stark verlängerte und mehrgliedrige, als Endite bezeichnete Fortsätze. Insbesondere die letzten (fünften) Endite des ersten Rumpfbeinpaars sind besonders stark verlängert, sie ragen weit unter dem Carapax hervor und dienen als Sinnesorgane.
Die vorderen Segmente des Hinterleibs tragen ebenfalls Beinpaare, deren prinzipieller Aufbau sich nicht von demjenigen der Thorakopoden unterscheidet; da aber ihre Endite viel kürzer sind, wirken sie in der Gestalt anders. Viele Hinterleibssegmente tragen dabei nicht ein einzelnes, sondern mehrere Beinpaare hintereinander, was bei den Arthropoden ungewöhnlich ist; möglicherweise gehen sie auf miteinander fusionierte Segmente zurück. Auf der Dorsalseite sind die Segmente meist markant bedornt, vor allem an der Hinterkante. Die Beinpaare des Hinterleibs werden nach hinten immer kleiner und einfacher gebaut, im Maximum wurden 72 Beinpaare gezählt. Die letzten Hinterleibssegmente sind dann völlig beinlos. Bei ihnen sind die dorsalen (Tergite) und ventralen (Sternite) sklerotisierten Platten zu ungeteilten Ringen verschmolzen.
Die Beine werden normalerweise nacheinander in einer wellenförmigen Bewegung von vorn nach hinten bewegt, wodurch die Tiere gut schwimmen können, meist bewegen sie sich aber in einer schwimmend-laufenden Bewegung über den Gewässergrund. Zu Beginn des Schlags sind zahlreiche Borsten abgespreizt und bilden ein Fangkorb, in den Nahrungspartikel und kleine Beutetiere eingeschlossen werden. Diese werden in eine Nahrungsrinne mittig zwischen den als Kauladen oder Gnathobasen ausgebildeten Grundgliedern der Beine befördert und in dieser Rinne nach vorn zum Mund transportiert.
Am Hinterende des Hinterleibs sitzt das Telson mit den beiden stark verlängerten Schwanzfäden, der Furca. Bei der Gattung Lepidurus ist das Telson hinten in eine lange, in Aufsicht zungenförmige Supraanalplatte verlängert, die nach hinten zwischen der Basis der Furcaäste über die Hinterleibsspitze vorragt, sie ist daran leicht von der Gattung Triops ohne Supraanalplatte unterscheidbar.

## Fortpflanzung und Entwicklung

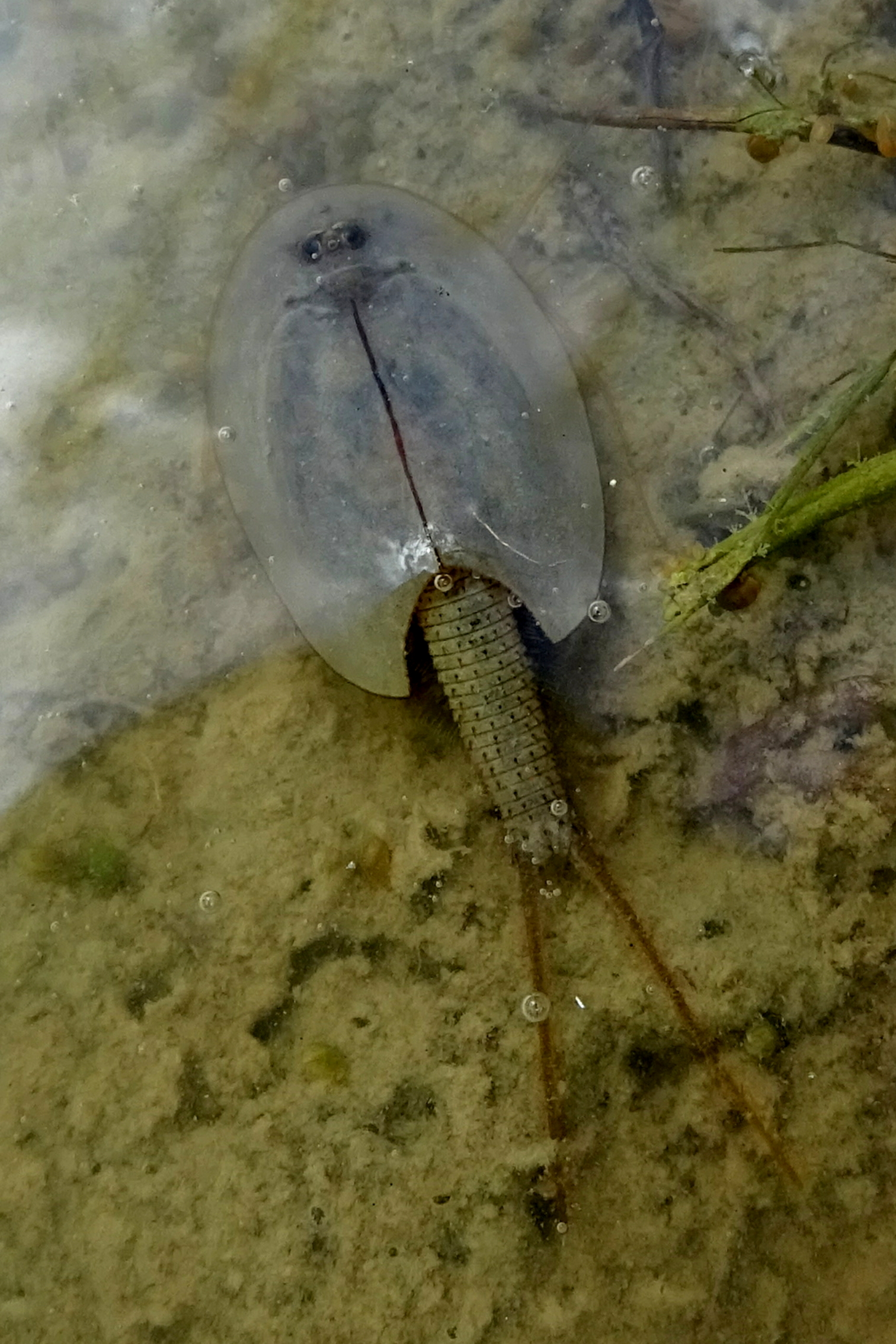
Triops cancriformis in flachem Gewässer

Notostraca sind prinzipiell getrenntgeschlechtlich. Bei fast allen Arten sind aber Populationen bekannt, bei denen entweder Zwitter (mit männlichen und weiblichen Keimdrüsen) oder ausschließlich Weibchen vorkommen, die sich parthenogenetisch vermehren, diese treten vor allem in den nördlichen Teilen des Verbreitungsgebiets auf. Einige Populationen von Triops zeigen einen eigenartigen Vermehrungsmodus, bei dem neben überwiegend zwittrigen Individuen ein kleiner Prozentsatz rein männlicher vorkommt; dies wird als „androdiözisch“ bezeichnet. Weibliche Individuen tragen die befruchteten Eier eine Zeitlang in einem Brutsäckchen mit sich, das an den dafür speziell umgebildeten elften Rumpfbeinen befestigt wird. Die Eier werden meist einzeln verstreut, bei Lepidurus arcticus aber manchmal als Gelege an Moosen befestigt. Die Eier sind außerordentlich widerstandsfähig gegen widrige Umweltbedingungen und können schadlos mehrere Jahre austrocknen. Werden sie wieder befeuchtet, entwickeln sie sich sehr schnell. Bei Triops cancriformis wurden schon zwei Wochen nach dem Schlüpfen die ersten geschlechtsreifen Individuen registriert. Die Entwicklung verläuft graduell über sieben Stadien bis zum Adulttier.
Die Larven schlüpfen aus dem Ei als Metanauplius, mit drei funktionsfähigen Extremitätenpaaren, aber weiteren, die schon als Anlage erkennbar sind. Die Metanauplii nehmen keine Nahrung auf, sie ernähren sich noch vom Dottervorrat des Eis. Erst das dritte Larvenstadium beginnt mit der Nahrungsaufnahme. Wie typisch für Naupliuslarven, dienen die entwickelten Extremitäten (alles Kopfanhänge) der planktonischen Larve sowohl zur schwimmenden Fortbewegung wie auch zum Nahrungserwerb. In den frühen Larvenstadien dienen die Antennen als wesentlicher Antrieb. Diese werden im Verlauf der Entwicklung der Rumpfextremitäten, in den späteren Stadien, graduell immer kleiner und enden schließlich als nahezu funktionslose Rudimente. Die Larven ernähren sich unspezialisiert von, im Verhältnis zur eigenen Größe, relativ großen Nahrungspartikeln, die sie mit den lang beborsteten Extremitäten ergreifen.

## Biologie und Lebensweise
Alle Notostraca leben in kleinen und flachen, tümpel- bis pfützenartigen stehenden Kleingewässern. In größeren Gewässern wie Seen fehlen sie. Die Entwicklungsgewässer sind immer sehr flach, können aber in der Ausdehnung von kleinen Pfützen bis hin zu ausgedehnten Flachseen reichen. Die meisten Arten sind an ephemere Gewässer in ariden Gebieten angepasst, die sich nur selten, bei unregelmäßig auftretenden, starken Regenfällen, mit Wasser füllen, sie kommen aber, auf allen Kontinenten, von den Tropen bis in arktische Breiten vor. Normalerweise kommen sie nur in Gewässern vor, die regelmäßig (periodisch) trockenfallen. Die Tiere überdauern die Trockenperioden in Form der sehr resistenten Dauereier im Bodenschlamm. Füllt sich das Gewässer, infolge von Regenfällen oder Hochwasser, wieder auf, können sie aufgrund der extrem raschen Entwicklung die Zeit bis zum erneuten Austrocknen effektiv ausnutzen. Günstige Bedingungen für viele Arten bieten etwa Reisfelder mit Nassreis-Kulturen.
Eine Ausnahme im Lebenszyklus stellt die arktische Art Lepidurus arcticus dar, deren Entwicklungsgewässer nicht trockenfallen, aber den größten Teil des Jahres durchgefroren sind und nur kurze Zeit auftauen.

## Phylogenie und Systematik
Die Notostraca gehören innerhalb der Kiemenfußkrebse oder Branchiopoda zu den (echten) Blattfußkrebsen oder Phyllopoda. Über ihre genaue Position innerhalb der Blattfußkrebse gibt es noch keine Sicherheit. Während die Morphologie für eine basale Position, mit allen andern Phyllopoden zusammen als Schwestergruppe, spricht, ist nach genetischen Daten auch ein Schwestergruppen-Verhältnis zu den Laevicaudata möglich. Alle morphologischen und genetischen Daten bestätigen übereinstimmend die Monophylie der rezenten Notostraca.
Innerhalb der Notostraca sind die Gattungen Triops und Lepidurus jeweils monophyletisch und Schwestergruppen, sie werden (formal) in einer Familie Triopsidae vereinigt. Innerhalb der Gattungen erwiesen die Ergebnisse aber eine unerwartet komplexe Situation. Die Notostraca sind demnach, bei hoher Konstanz des generellen Bauplans über evolutiv lange Zeiträume, auf Artebene morphologisch sehr variabel, mit hoher Variabilität innerhalb der Arten bei geringen Unterschieden zwischen verschiedenen Spezies. Es wurden, anhand geringfügiger morphologischer Unterschiede, zunächst ca. 70 Arten beschrieben, die danach, wegen der Überlappung vieler Merkmale und dem Fehlen verlässlicher Differenzialmerkmale, bei der Revision durch Alan Longhurst zu weltweit 11 weit gefassten Sammelarten zusammengefasst wurden. Innerhalb der nach der Morphologie unterscheidbaren Morphospezies gibt es aber nun klare Hinweise auf genetisch, aber kaum morphologisch unterscheidbare Kryptospezies, die jeweils unterschiedliche Regionen bewohnen. Die Artabgrenzung innerhalb der Gruppe ist daher aktuell im Fluss, wodurch es schwierig ist, verlässliche Artenzahlen anzugeben.
Es können derzeit in etwa die folgenden paläarktischen Arten unterschieden werden, wobei nur die derzeit unterscheidbaren Morphospezies berücksichtigt sind:
- Familie Triopsidae
  - Gattung Triops
    - Triops cancriformis (Bosc, 1756) (Paläarktis)
    - Triops granarius (Lucas, 1864) (Paläarktis, Paläotropis)
    - Triops longicaudatus (LeConte, 1846) (amerikanische Art, eingeschleppt als Neozoon in Ostasien)
    - Triops maximus Korn, 2016 (nur Marokko[10])
    - Triops multifidus Korn, 2016 (nur Marokko[10])

  - Gattung Lepidurus
    - Lepidurus apus (L., 1758) (Europa, Westasien, Australien, Neuseeland) (zahlreiche Synonyme, u. a. Lepidurus compressus Thomson, 1879, Lepidurus kirkii Thompson, 1879)
    - Lepidurus arcticus (Pallas, 1793) (Arktische Gebiete, zirkumpolar)
    - Lepidurus batesoni Longhurst, 1955 (nur Kasachstan)
    - Lepidurus lubbocki (Brauer, 1873) (mediterran)
    - Lepidurus mongolicus Velkhov, 1992 (nur Mongolei)

Eine Auflistung der Arten nach der Datensammlung auf GBIF mit angegebenen Erstbeschreibern nennt außerdem die folgenden Arten:
- Familie Triopsidae
  - Gattung Triops
    - Triops australiensis (Spencer & Hall, 1895)  (Australien)
    - Triops baeticus Korn, 2010 (nur in der Provinz Cádiz in Südspanien[12])
    - Triops emeritensis Korn & Pérez-Bote, 2010 (nur in der Provinz Baixo Alentejo in Südportugal[12])
    - Triops gadensis Korn & García-de-Lomas, 2010 (in der Provinz Cádiz in Südspanien[12])
    - Triops mauritanicus Ghigi, 1921 (aus Marokko)
    - Triops newberryi (Packard, 1871) (Nordamerika)
    - Triops numidicus (Grube, 1865) (südliches Afrika, Saudi-Arabien[13])
    - Triops vicentinus Korn, Machado, Cristo & Cancela da Fonseca, 2010 (in der Algarve in Südportugal[12])

  - Gattung Lepidurus
    - Lepidurus bilobatus Packard, 1883 (westliches Nordamerika)[14]
    - Lepidurus couesii Packard, 1875 (u. a. nördliche USA, südliches Kanada[14], Italien, Balkan[15], Syrien[13])
    - Lepidurus cryptus D.C.Rogers, 2001 (Kalifornien und Oregon)[14]
    - Lepidurus lemmoni Holmes, 1894 (westliches Nordamerika, südlich bis Mexiko)[14] (Synonym: Lepidurus lynchi Linder, 1952[14])
    - Lepidurus packardi Simon, 1886 (Kalifornien)[14]
    - †Lepidurus stormbergensis Haughton, 1924 (fossil, Trias oder Jura, Südafrika)

Jüngere genetische und morphologische Untersuchungen haben klar ergeben, dass sich unter einigen der klassischen Artnamen Gruppen schwer unterscheidbarer oder kryptischer Arten verbergen. Teilweise ist die Verwendung der Artnamen problematisch, da die Diagnosen unterschiedlicher Bearbeiter weder miteinander noch immer mit dem jeweiligen Typusmaterial übereinstimmt. Die Taxonomie ist daher derzeit im Fluss, die von Longhurst nach damaligen Kenntnisstand weit abgegrenzten Sammelarten werden anhand neuer Merkmale in eine Vielzahl von Kleinarten, mit meist geographisch begrenzter, Verbreitung, aufgesplittet. So erwies sich insbesondere auch Triops granarius in der bisher üblichen Abgrenzung als para- oder sogar polyphyletisch.